# Podláquia
Voivodia da Podláquia (em polonês/polaco: województwo podlaskie) é uma unidade da divisão administrativa da Polônia e uma das 16 voivodias. Está localizada na parte nordeste do país, no centro geográfico da Europa. O rio Narew flui através de sua região central. A sede das autoridades da voivodia é Białystok. Em 31 de dezembro de 2024, a voivodia tinha 1 135 201 habitantes. Abrange uma área de 20 187 km².

## História

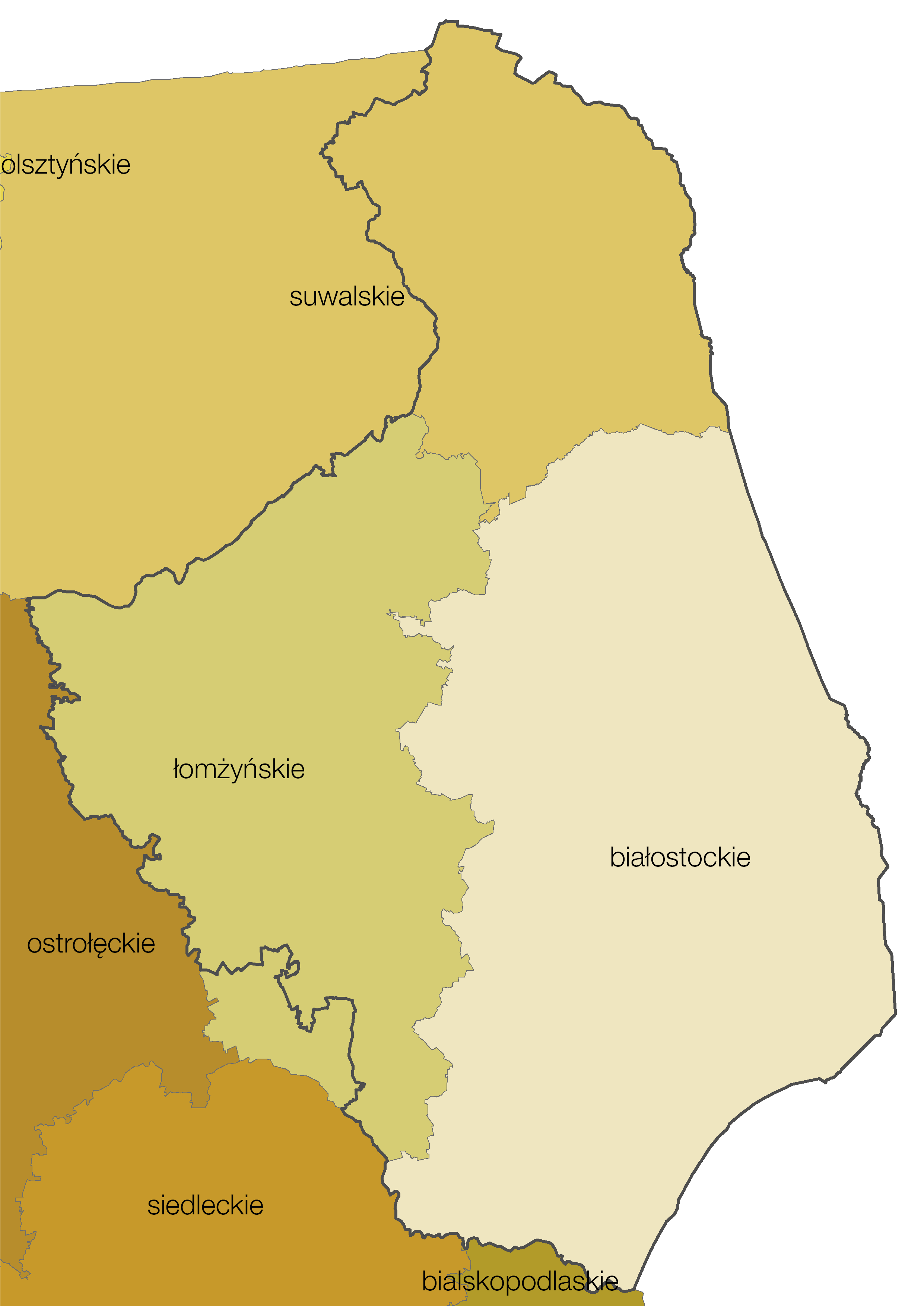
Voivodias de 1975 a 1998, com a fronteira da atual voivodia da Podláquia

A voivodia da Podláquia foi criada em 1999 a partir das voivodias da divisão administrativa anterior:
- Bialystok (totalidade)
- Łomża (exceto para as comunas de: Andrzejewo, Boguty-Pianki, Nur, Szulborze Wielkie e Zaręby Kościelne)
- Suwałki (apenas comunas dos condados de: Augustów, Sejny e Suwałki com a cidade de Suwałki).

A voivodia possui porções da floresta primitiva de Białowieża e pântanos únicos no vale do rio Biebrza e remansos do Narew. O multiculturalismo e a fé múltipla de seus habitantes também é uma característica distinta.

## Geografia
Segundo dados de 31 de dezembro de 2024, a área da voivodia era de 20 187 km², representando 6,5% da área da Polônia.

### Localização administrativa
A voivodia está localizada no nordeste da Polônia e faz fronteira com:
- Bielorrússia (com as províncias de Brest e Hrodna) ao longo de 236,3 km a leste
- Lituânia (com os condados de Marijampolė e Alytus) ao longo de 100,3 km ao norte e com as seguintes voivodias:
- Lublin ao longo de 3,9 km ao sul
- Mazóvia ao longo de 345,7 km a oeste
- Vármia-Masúria ao longo de 220,4 km ao norte

### Localização física
A voivodia da Podláquia está localizada na planície da Podláquia, na região do lago Suwałki e na planície da Mazóvia. Possui uma paisagem variada, moldada no norte durante a glaciação do Báltico e na área restante durante a glaciação da Polônia Central. As colinas mais altas estão no norte, onde domina a paisagem montanhosa dos lagos, incluindo os seguintes distritos lacustres: Suwałki Ocidental, Suwałki Oriental, Ełk e distritos de lago de arenito (planície de Augustów); nas partes central e sul, predominam as planícies periglaciais (planaltos: Kolnska, Bialystok, Wysokomazowiecka, Drohiczyn, colinas de Sokólskie, Międzyrzecze Łomżyńskie e planície de Bielsko), variando com os vales ocidentais nas margens dos rios e vales a oeste.

### Localização histórica

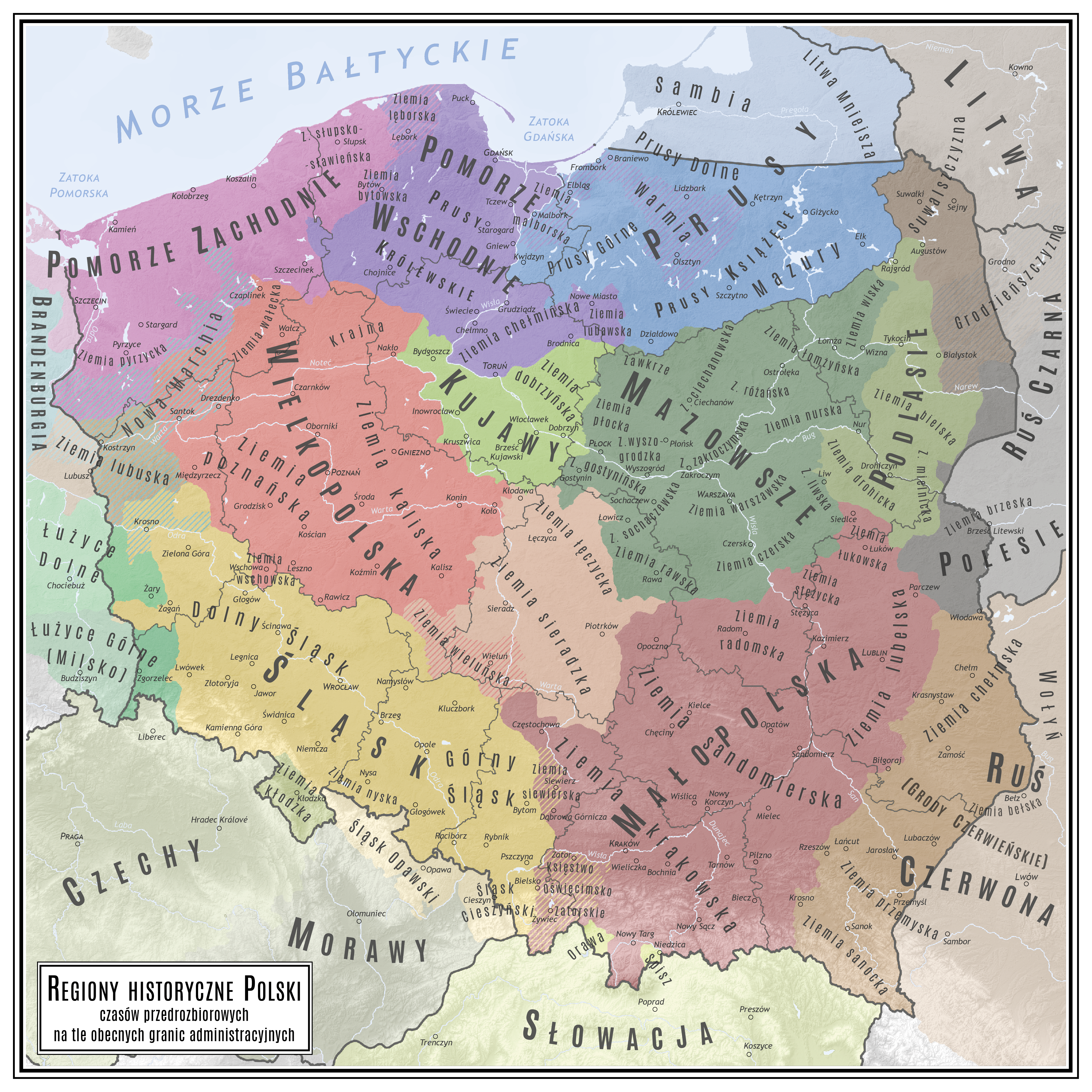
Regiões históricas da voivodia da Podláquia e da Polônia no contexto das fronteiras administrativas contemporâneas

A voivodia da Podláquia inclui as seguintes regiões históricas e etnográficas:
- Podláquia (a maior parte do condado de Białystok, condado de Bielsko, condado de Hajnowski, condado de Moniecki, parte do condado de Siemiatycze, parte do condado de Sokółka, parte oriental do condado de Wysokie Mazowieckie). Além disso, parte das terras da região está fora da voivodia da Podláquia; nas voivodias da Mazóvia e Lublin, ao sul do rio Bug (estas são as terras de Węgrów a Międzyrzec Podlaski)
- Suwalszczyzna (condado de Augustów, parte norte do condado de Grajewo, parte do condado de Sokółka, condado de Sejny, condado de Suwałki). As terras restantes da região estão nas fronteiras da Lituânia.
- Mazóvia − terras de Łomża e Wisko (a maior parte do condado de Grajewo, condado de Kolno, condado de Łomża, condado de Zambrów, parte oeste do condado de Wysokie Mazowieckie, parte oeste do condado de Białystok)
- Polésia (parte do condado de Siemiatycze). As terras restantes da região estão nas fronteiras da voivodia de Lublin, bem como da Bielorrússia e da Ucrânia.
- Rutênia Negra (uma pequena parte dos condados de Białystok e Hajnówka no leste). As terras restantes da região estão nas fronteiras da Bielorrússia.
- Masúria (uma pequena parte do condado de Grajewo, principalmente aldeias ao norte de Grajewo através do rio Ełk, localizada ao longo da fronteira com a voivodia da Vármia-Masúria).

### Topografia
No sentido norte-sul, a voivodia se estende por 237 km, ou seja, 2°07′50″. No sentido leste-oeste, a extensão da voivodia é de 170 km, o que na dimensão angular dá 2°32′29″.
Coordenadas geográficas dos pontos extremos:
- Norte: 54°24′37″ latitude N — lago Dunajewo na fronteira Lituânia-Polônia (condado de Suwałki),
- Sul: 52°16′47″ latitude N — rio Bug Ocidental (condado de Siemiatycze),
- Oeste: 21°35′34″ longitude E — (condado de Łomża),
- Leste: 24°08′03″ longitude E — posto fronteiriço n.º 1495 (condado de Białystok).

Norte: 54° 24′ 37″ de lat. N — fronteira estadual no lago Dunajewo (condado de Suwałki), a sul: 52° 16′ 47″ de lat. N — a corrente do rio Bug no sul canto do lote de registro n.º 1702 (condado de Siemiatycze),
Oeste: 21° 35′ 34″ de comprimento geogr. E — oeste canto da parcela de registro n.º 46/3 (condado de Łomża),
Este: 24° 08′ 03″ de comprimento geogr. posto fronteiriço n.º 1495 (condado de Białystok).
O ponto mais alto é o topo da colina Rowelska Góra — 298 m a.n.m.

## Divisão administrativa

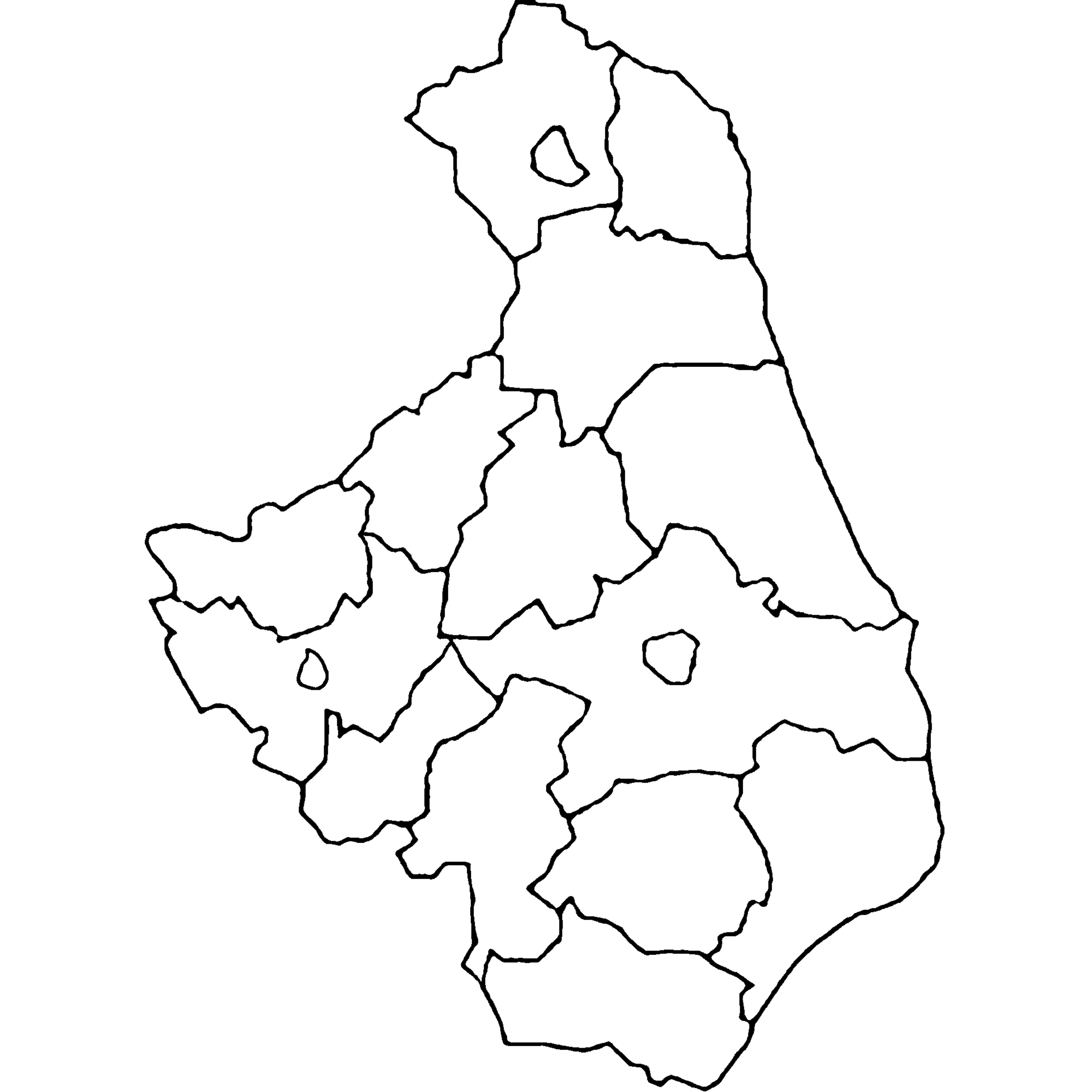
Mapa de contorno da voivodia da Podláquia por condados

A voivodia da Podláquia é dividida em 14 condados e 3 cidades com direitos de condados. Existem 119 comunas localizadas em sua área: 13 comunas urbanas (incluindo 3 idênticas àquelas com direitos de condado), 27 comunas urbano-rurais e 79 comunas rurais. Existem 40 povoados na voivodia da Podláquia com direitos de cidade (direitos concedidos à cidade).
O maior condado em área da voivodia e da Polônia é o de Białystok, cuja área é de 2 976 km², e o menor é o de Zambrów com 733 km². A maior comuna da voivodia é a de Bielsk Podlaski com 429,9 km² e a menor é a de Łomża com 32,7 km².
Excluindo as cidades com direitos de condado (Białystok, Łomża, Suwałki), conforme os dados de 31 de dezembro de 2024, o condado com o maior número de habitantes é o de Białystok — 158 639 habitantes, e o condado com o menor número é o de Sejny — 18 527 habitantes. Excluindo as cidades com direitos de condado, a comuna com maior número de habitantes é a comuna urbana de Augustów — 28 917 habitantes, e a com o menor número de habitantes é a comuna rural de Dubicze Cerkiewne — 1 295 habitantes.
| Brasão | Bandeira | Condado                                    | Área [km²] | População (30-12-2024) | Densidade demográfica [hab./km²] | Posição na Polônia por área | Posição na Polônia por população | Taxa média de desemprego (30 de junho de 2014) | Dívida do governo local em relação à receita (2014) | Taxa de urbanização |
| ------ | -------- | ------------------------------------------ | ---------- | ---------------------- | -------------------------------- | --------------------------- | -------------------------------- | ---------------------------------------------- | --------------------------------------------------- | ------------------- |
|        |          | Augustów                                   | 1659       | 54 245                 | 33                               | 23                          | 261                              | 17,3%                                          | 3,52%                                               | 55,6%               |
|        |          | Białystok                                  | 2976       | 158 639                | 53                               | 1                           | 50                               | 17,1%                                          | 2,52%                                               | 38,5%               |
|        |          | Bielsk                                     | 1385       | 50 268                 | 36                               | 53                          | 286                              | 9,6%                                           | 5,41%                                               | 52,3%               |
|        |          | Grajewo                                    | 968        | 44 011                 | 45                               | 136                         | 313                              | 20,5%                                          | 3,95%                                               | 55,9%               |
|        |          | Hajnówka                                   | 1624       | 38 527                 | 24                               | 26                          | 337                              | 11,2%                                          | 44,61%                                              | 50,5%               |
|        |          | Kolno                                      | 940        | 35 510                 | 38                               | 144                         | 356                              | 18,2%                                          | 25,24%                                              | 32,7%               |
|        |          | Łomża                                      | 1355       | 49 575                 | 37                               | 57                          | 300                              | 11,8%                                          | 0,00%                                               | 7,5%                |
|        |          | Mońki                                      | 1382       | 37 203                 | 27                               | 54                          | 348                              | 12,2%                                          | 29,71%                                              | 35,6%               |
|        |          | Sejny                                      | 855        | 18 527                 | 22                               | 163                         | 380                              | 20,0%                                          | 16,90%                                              | 27,0%               |
|        |          | Siemiatycze                                | 1459       | 40 413                 | 28                               | 41                          | 329                              | 12,8%                                          | 0,39%                                               | 35,8%               |
|        |          | Sokółka                                    | 2055       | 60 908                 | 30                               | 8                           | 220                              | 16,0%                                          | 10,12%                                              | 41,7%               |
|        |          | Suwałki                                    | 1307       | 34 591                 | 26                               | 63                          | 363                              | 8,4%                                           | 16,46%                                              | −                   |
|        |          | Wysokie Mazowieckie                        | 1289       | 53 120                 | 41                               | 66                          | 269                              | 8,3%                                           | 8,60%                                               | 32,6%               |
|        |          | Zambrów                                    | 733        | 41 246                 | 56                               | 202                         | 333                              | 13,8%                                          | 13,50%                                              | 50,4%               |
|        |          | Białystok (cidade com direitos de condado) | 102,1      | 290 907                | 2848,4                           | 340                         | 11                               | 12,9%                                          | 39,23%                                              | 100%                |
|        |          | Łomża (cidade com direitos de condado)     | 32,7       | 59 476                 | 1820,5                           | 374                         | 242                              | 15,0%                                          | 35,86%                                              | 100%                |
|        |          | Suwałki (cidade com direitos de condado)   | 65,5       | 68 035                 | 1038,5                           | 360                         | 216                              | 11,0%                                          | 40,92%                                              | 100%                |

As maiores cidades da voivodia da Podláquia
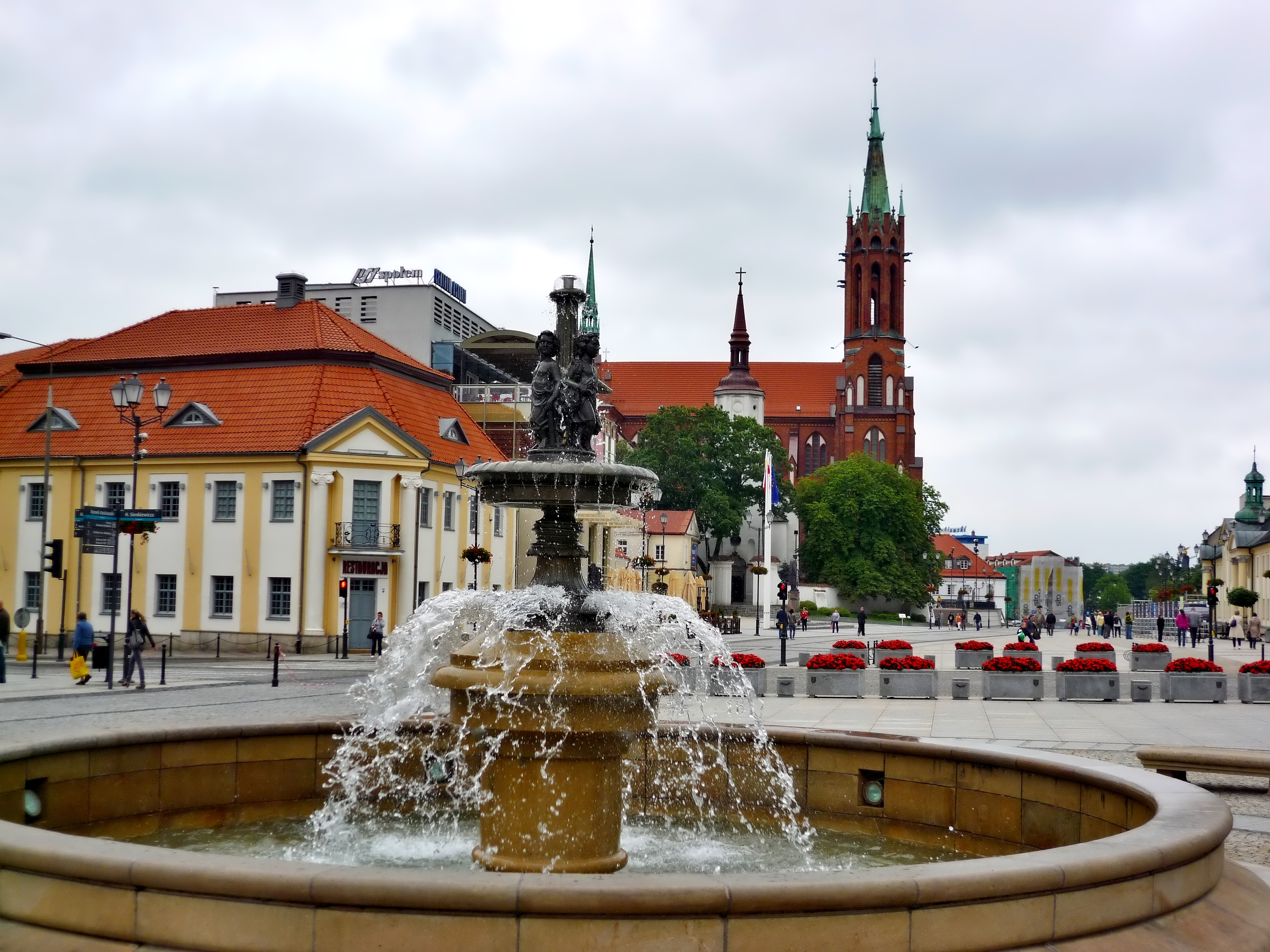
Białystok — parte da praça principal com uma fonte
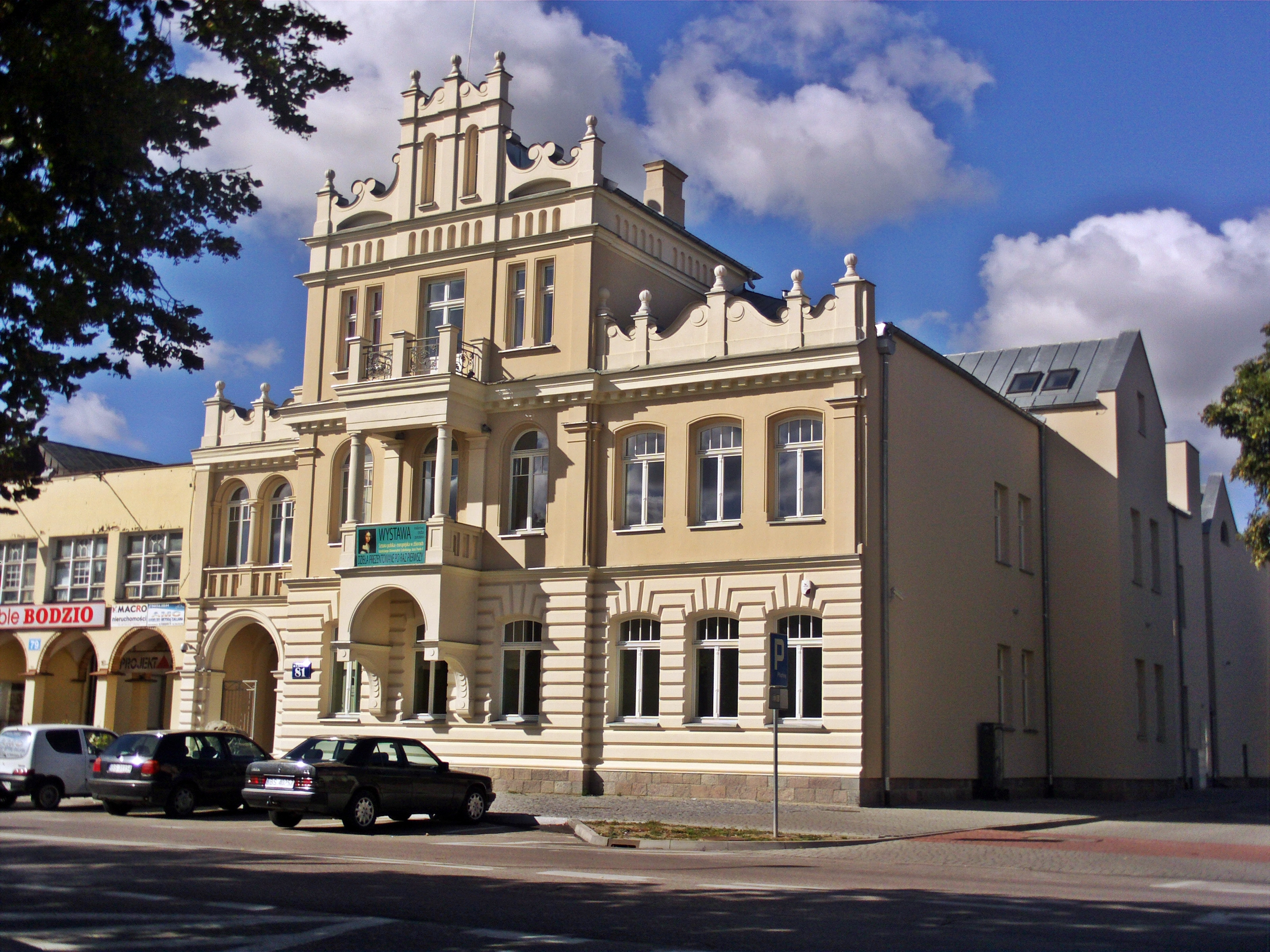
Suwałki — museu distrital
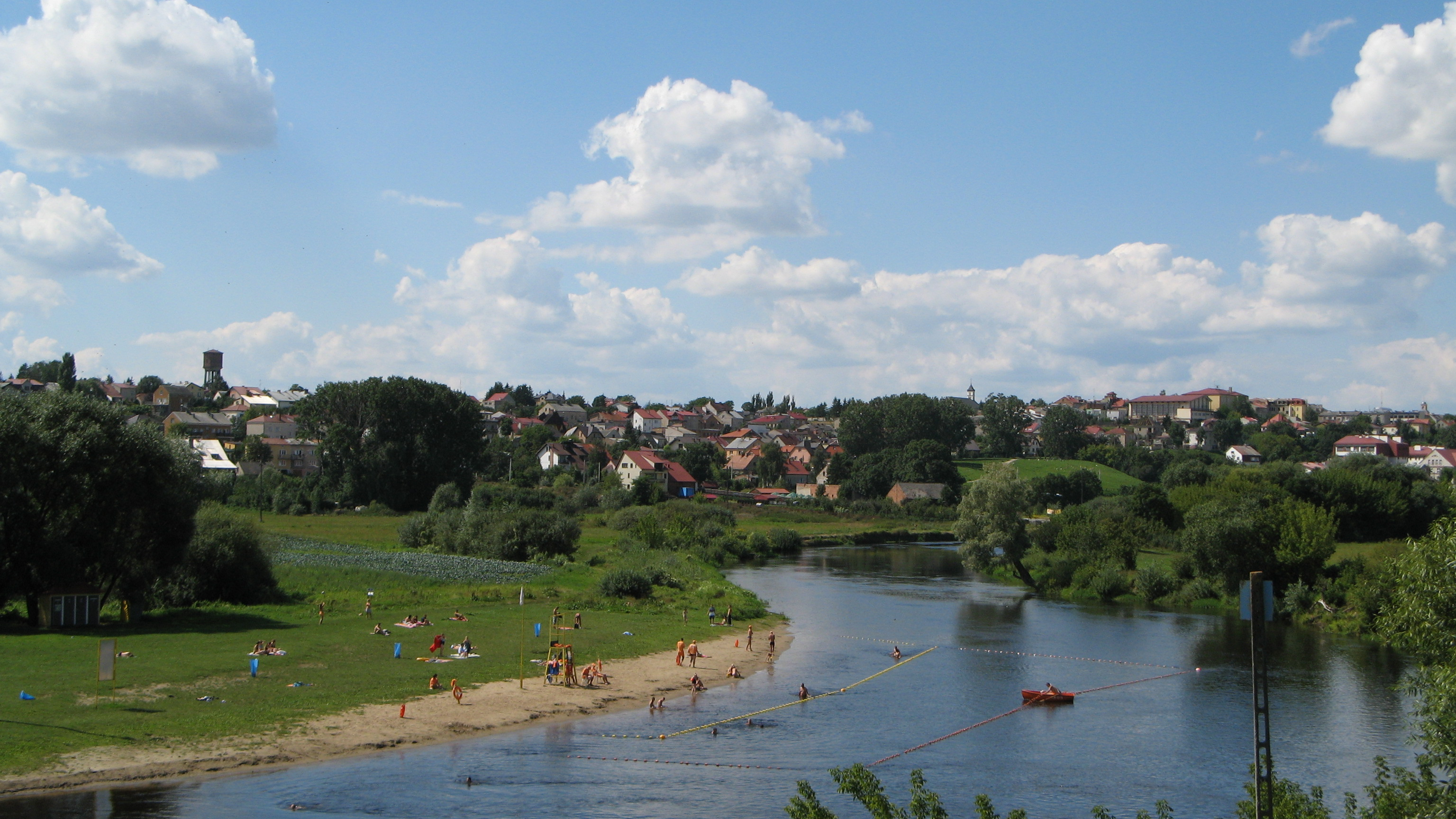
Łomża — panorama do lado do rio Narew
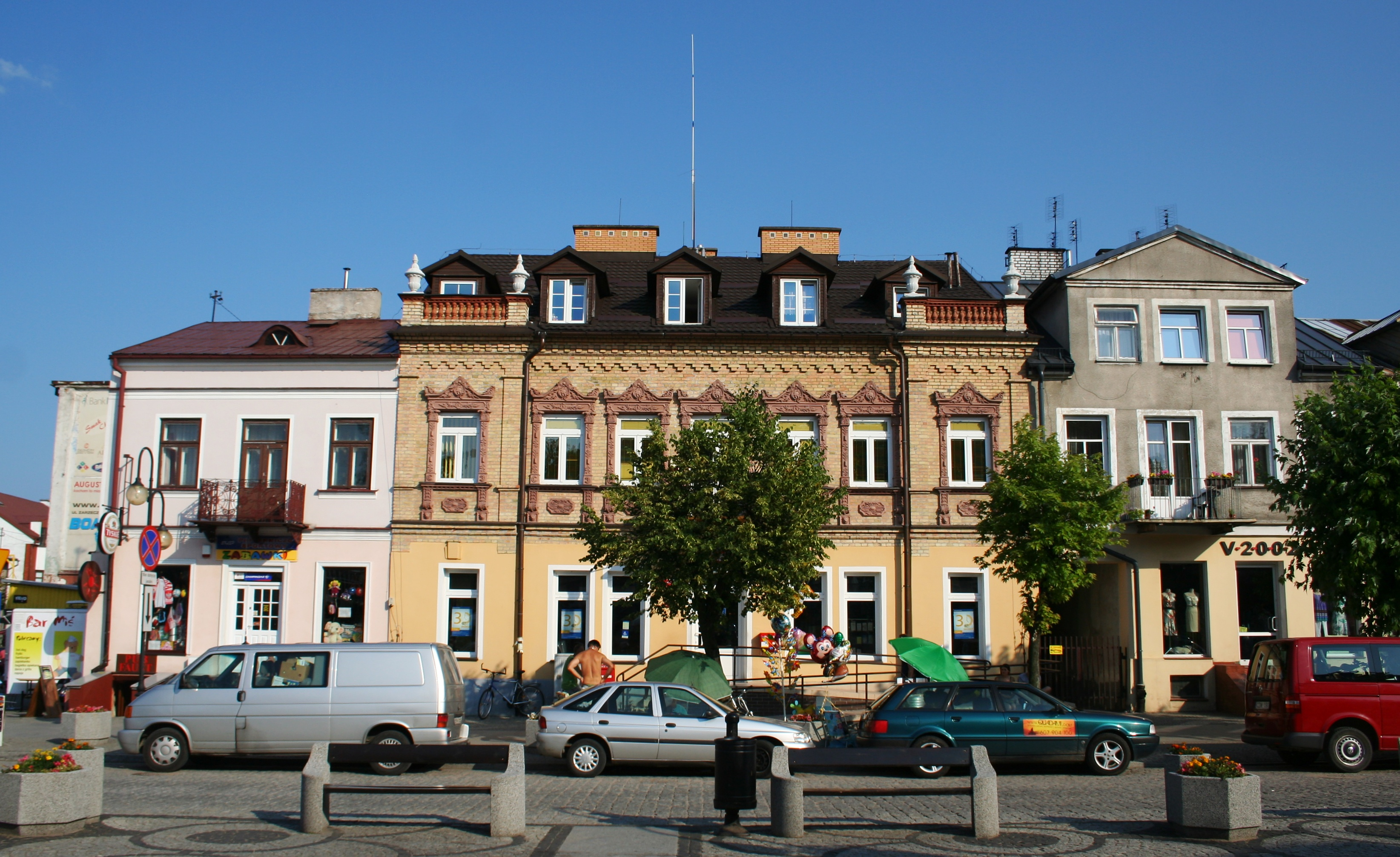
Augustów — edifícios na praça principal
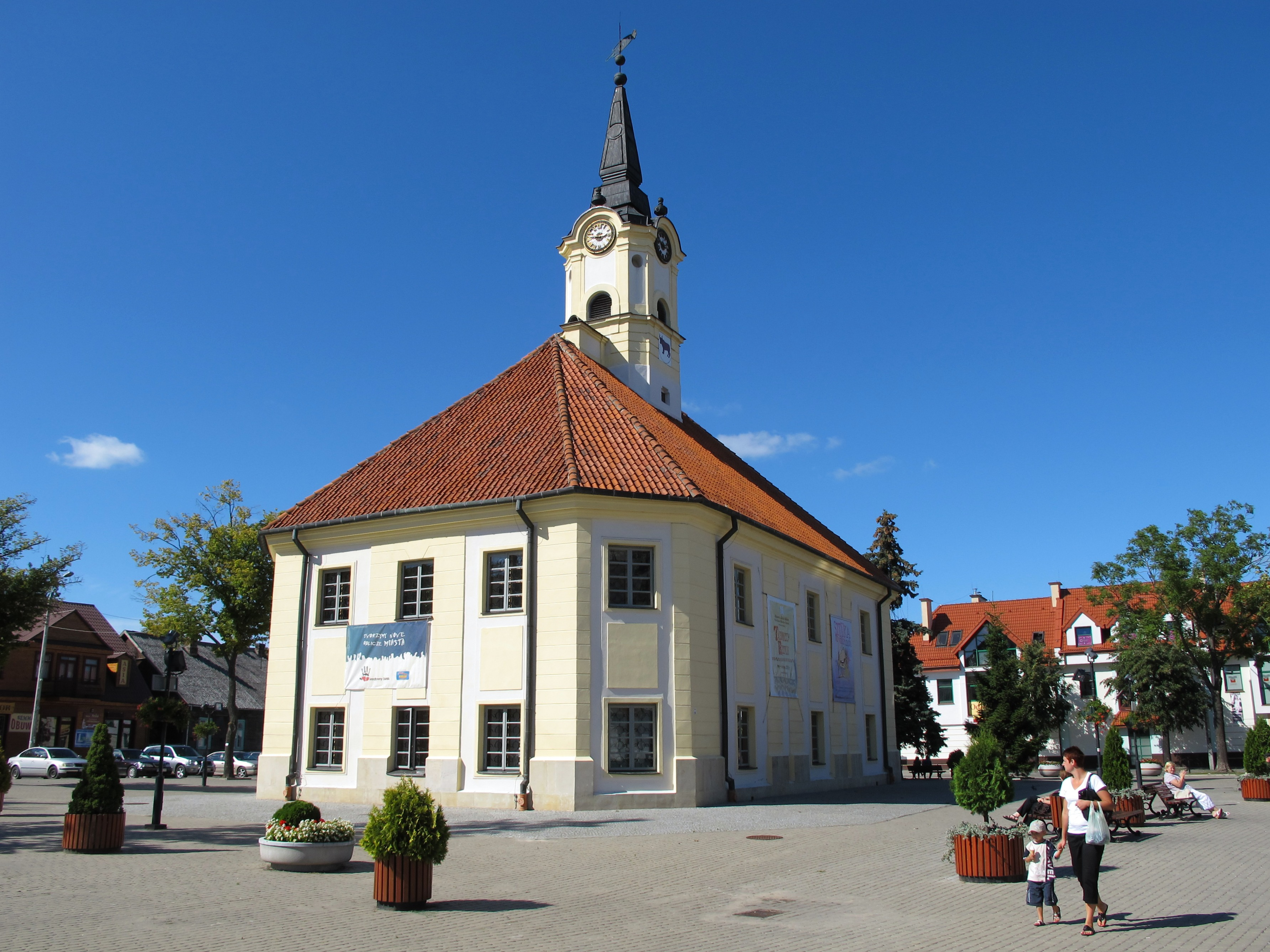
Bielsk Podlaski — prefeitura
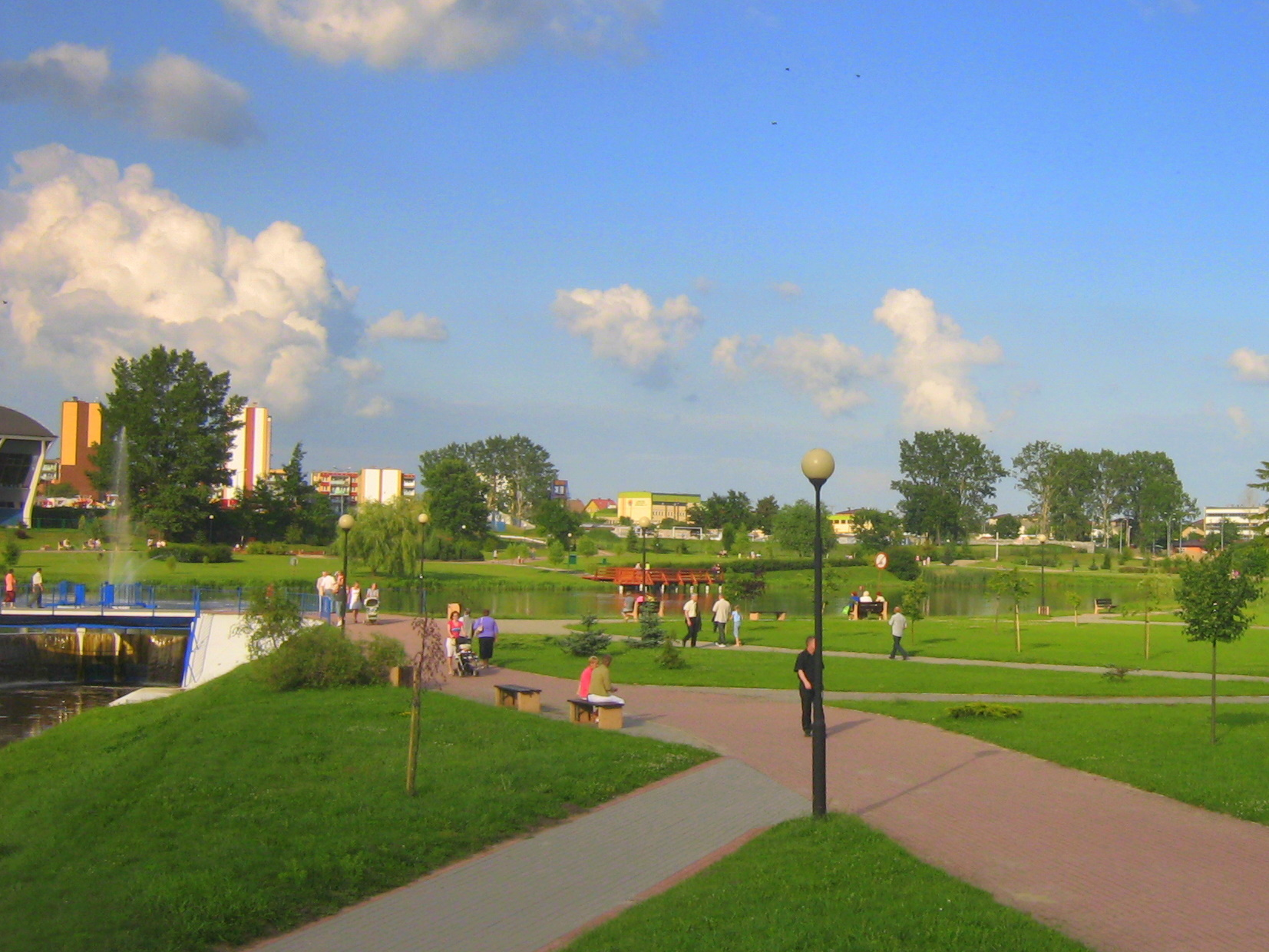
Zambrów — parque
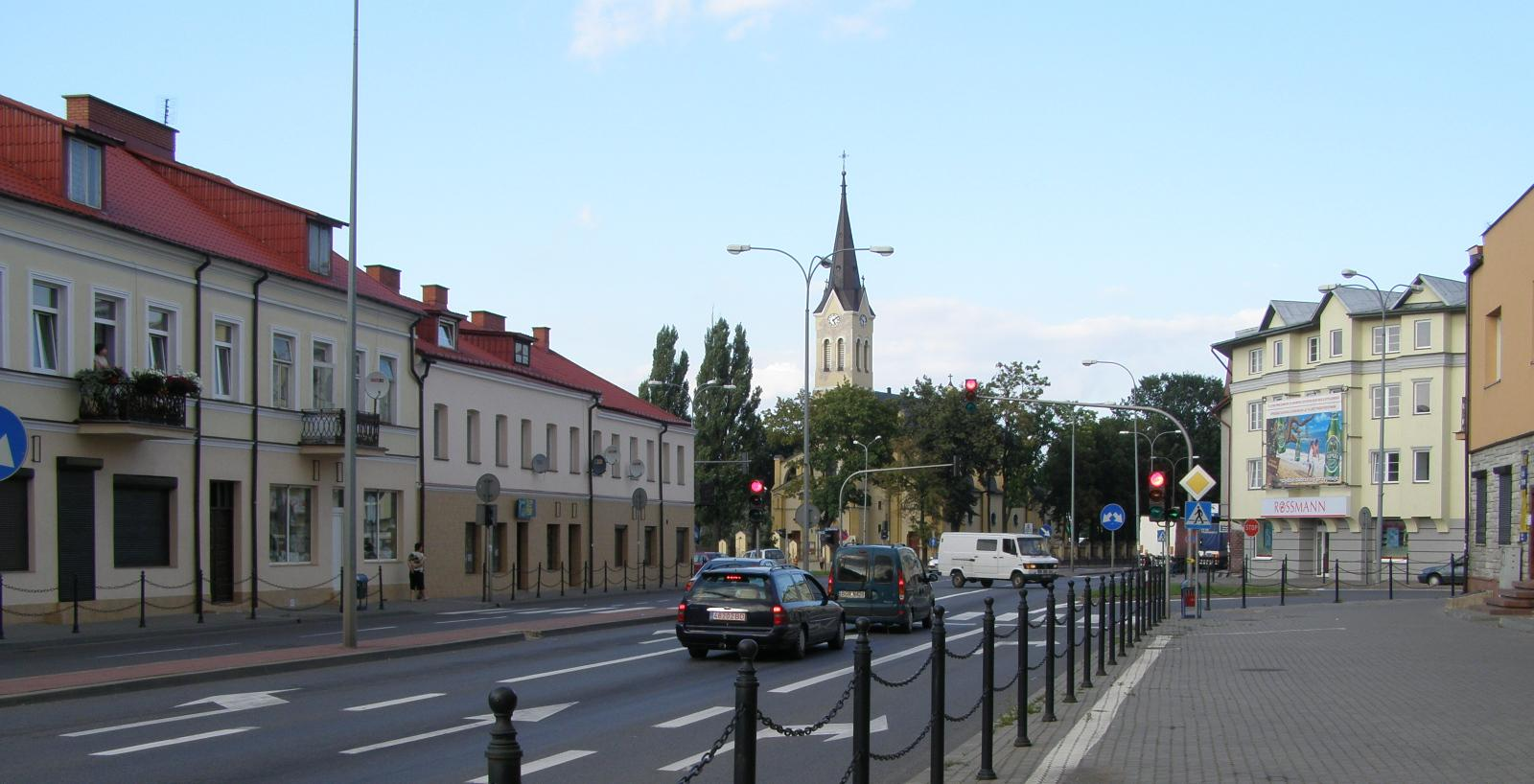
Grajewo — rua Marechal Józef Piłsudski
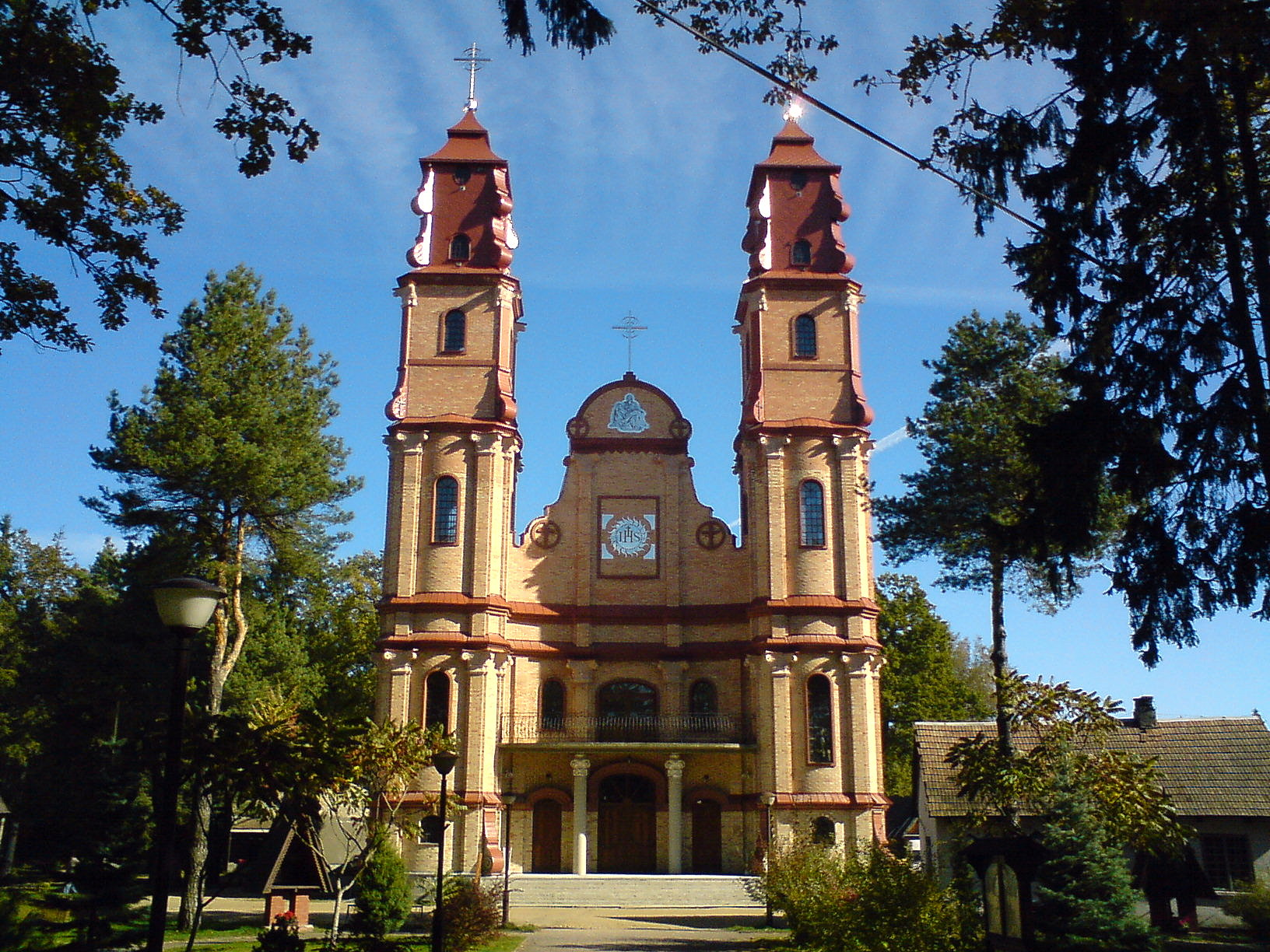
Hajnówka — igreja de São Cirilo e Metódio

## Cidades
Existem 40 cidades na voivodia da Podláquia, incluindo:
- 3 cidades com direitos de condado
- 11 cidades sedes de condados

Os nomes das cidades com direitos de condado estão em negrito e os nomes das cidades sedes de condados foram escritos em itálico.
- Augustów
- Białystok
- Bielsk Podlaski
- Brańsk
- Choroszcz
- Ciechanowiec
- Czarna Białostocka
- Czyżew
- Dąbrowa Białostocka
- Drohiczyn
- Goniądz
- Grajewo
- Hajnówka
- Jedwabne
- Kleszczele
- Knyszyn
- Kolno
- Krynki
- Lipsk
- Łapy
- Łomża
- Michałowo
- Mońki
- Nowogród
- Rajgród
- Sejny
- Siemiatycze
- Sokółka
- Stawiski
- Suchowola
- Supraśl
- Suraż
- Suwałki
- Szczuczyn
- Szepietowo
- Tykocin
- Wasilków
- Wysokie Mazowieckie
- Zabłudów
- Zambrów

## Demografia
Conforme os dados do Escritório Central de Estatística da Polônia (GUS) de 31 de dezembro de 2024, a voivodia da Podláquia tem 1 135 201 habitantes, dos quais 51,4% são mulheres e 48,6% são homens. Nos anos 2002–2024, o número de habitantes diminuiu 6,0%. A idade média dos habitantes é de 43,0 anos e é comparável à idade média dos habitantes de toda a Polônia. A população projetada da Podláquia em 2050 é de 982 320 habitantes. 58,7% dos habitantes da Podláquia estão em idade ativa, 18,1% na idade pré-trabalho e 23,2% dos habitantes estão na idade pós-trabalho.
A voivodia da Podláquia tem uma área de 20 187 km² e uma densidade populacional de 59 hab./km².
| Descrição                         | Total      | Total      | Mulheres   | Mulheres   | Homens     | Homens     |
| --------------------------------- | ---------- | ---------- | ---------- | ---------- | ---------- | ---------- |
| unidade                           | habitantes | %          | habitantes | %          | habitantes | %          |
| população                         | 1 135 201  | 100        | 583 493    | 51,4       | 551 708    | 48,6       |
| superfície                        | 20 187 km² | 20 187 km² | 20 187 km² | 20 187 km² | 20 187 km² | 20 187 km² |
| densidade populacional (hab./km²) | 59,0       | 59,0       | 30,3       | 30,3       | 28,7       | 28,7       |

Densidade populacional muito baixa, 59 hab./km², a maior população (fora das cidades) localiza-se nas partes oeste e central da voivodia da Podláquia; 1/3 da população vive em Białystok e nos arredores; a taxa de urbanização é de 60,3%; A voivodia da Podláquia tem um aumento natural negativo de -3.773. Isso corresponde a um aumento natural de -3,31 por 1 000 residentes da Podláquia. Em 2023, nasceram 8 280 crianças, incluindo 48,7% meninas e 51,3% meninos e o saldo migratório interno para a Podláquia de -1 844; há 10,57 mortes por 1 000 habitantes na Podláquia. Este valor é comparável à média da Polônia.
Podláquia é a voivodia mais diversificada da Polônia em termos étnicos e culturais. Diferentes nacionalidades e religiões convivem nela há séculos. Além da população polonesa, existem nela:
- Bielorrussos (aproximadamente 23 mil),
- Lituanos (aproximadamente 4 mil),
- Americanos (aproximadamente 2 mil),
- Ucranianos (aproximadamente 2 mil),
- Ingleses (aproximadamente 1 mil),
- Russos (aproximadamente 0,9 mil),
- Alemães (aproximadamente 0,9 mil),
- Tártaros (aproximadamente 0,5 mil),
- Ciganos,
- Judeus.[11]

A maior concentração de ortodoxos na Polônia (cerca de 95 mil, 63,1% de fiéis ortodoxos em todo o país), há um centro de peregrinação ortodoxo em Grabarka (dados de 2021).

## Minorias nacionais e etnográficas nos condados e comunas da voivodia da Podláquia
|                                | População | Bielorrussos   | Lituanos       | Ucranianos    |
| ------------------------------ | --------- | -------------- | -------------- | ------------- |
| Voivodia da Podláquia          | 1 154 283 | 23 242 (2,01%) | 4 550 (0,39%)  | 2 148 (0,19%) |
| Białystok                      | 294 242   | 6 443 (2,19%)  | 109 (0,04%)    | 724 (0,25%)   |
| Łomża                          | 60 848    | 49 (0,08%)     | 6 (0,01%)      | 37 (0,06%)    |
| Suwałki                        | 69 229    | 94 (0,13%)     | 391 (0,56%)    | 38 (0,05%)    |
| Condado de Augustów            | 55 773    | 90 (0,16%)     | 35 (0,06%)     | 31 (0,06%)    |
| Condado de Białystok           | 154 255   | 2 437 (1,58%)  | 25 (0,02%)     | 184 (0,12%)   |
| Condado de Bielsk              | 52 427    | 5 274 (10,06%) | 17 (0,03%)     | 428 (0,82%)   |
| Condado de Grajewo             | 45 481    | 33 (0,07%)     | 14 (0,03%)     | 9 (0,02%)     |
| Condado de Hajnówka            | 40 439    | 7 475 (18,18%) | 6 (0,01%)      | 428 (1,06%)   |
| Condado de Kolno               | 36 374    | 29 (0,08%)     | 3 (0,01%)      | 12 (0,03%)    |
| Condado de Łomża               | 49 954    | 58 (0,12%)     | 5 (0,01%)      | 18 (0,04%)    |
| Condado de Mońki               | 38 490    | 56 (0,12%)     | 5 (0,01%)      | 12 (0,03%)    |
| Condado de Sejny               | 19 184    | 22 (0,11%)     | 3 788 (19,75%) | 4 (0,02%)     |
| Condado de Siemiatycze         | 42 159    | 599 (1,42%)    | 7 (0,02%)      | 117 (0,28%)   |
| Condado de Sokółka             | 63 445    | 451 (0,71%)    | 18 (0,03%)     | 21 (0,03%)    |
| Condado de Suwałki             | 35 028    | 50 (0,14%)     | 108 (0,31%)    | 22 (0,06%)    |
| Condado de Wysokie Mazowieckie | 54 856    | 58 (0,11%)     | 9 (0,02%)      | 27 (0,05%)    |
| Condado de Zambrów             | 42 099    | 24 (0,06%)     | 4 (0,01%)      | 36 (0,09%)    |

## Religião
composição religiosa na voivodia da Podláquia conforme o censo de 2021

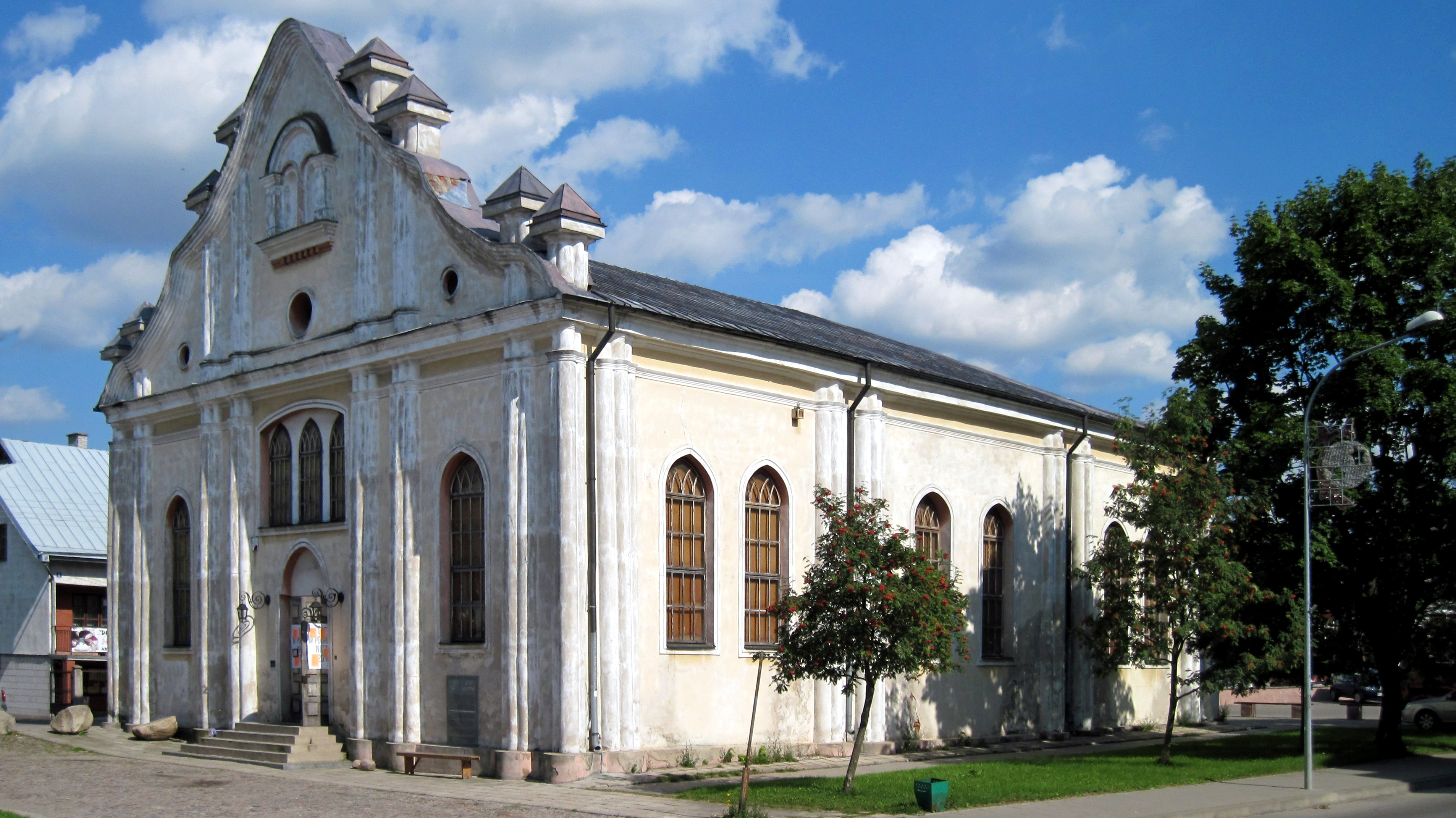
Sinagoga Branca em Sejny

As seguintes denominações atuam na voivodia: Igreja Católica de Rito Latino, Igreja Nacional Católica na Polônia, Antiga Igreja Católica Mariavita na Polônia, Igreja Ortodoxa Polonesa, Igreja Oriental dos Velhos Crentes, Antiga Igreja Ortodoxa de Velhos Crentes, Igreja Evangélica de Augsburgo na Polônia, Igreja dos Cristãos Batista na Polônia, Igreja Pentecostal, Igreja de Cristo na Polônia, Igreja Adventista do Sétimo Dia, Igreja de Deus em Cristo, Testemunhas de Jeová, Associação de Estudantes Livres da Bíblia, A Igreja de Jesus Cristo dos Santos dos Últimos Dias, Igreja polonesa nativa, Associação Budista da Linhagem Karma Kagyu, União religiosa muçulmana na República da Polônia e Liga Muçulmana na Polônia.

## Administração e política

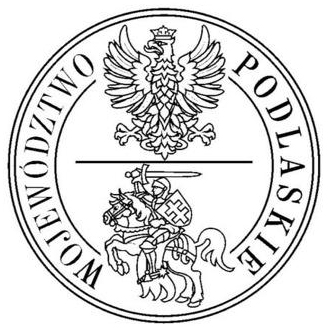
Selo da voivodia da Podláquia

### Governo autônomo
O órgão autônomo é o Parlamento da voivodia da Podláquia, composto por 30 conselheiros. A sede do conselho regional é Białystok. O Parlamento elege o órgão executivo do governo autônomo que é o conselho da voivodia, composto por 5 membros com seu marechal. A composição atual do conselho é a seguinte: marechal — Łukasz Prokorym, vice-marechais: Wiesława Burnos e Marek Malinowski, membros do conselho: Bogdan Dyjuk e Jacek Piorunek.

### Administração do Estado
O órgão da administração do governo é o voivoda, nomeado pelo Primeiro-ministro. A sede do voivoda é Białystok, onde está localizado o Gabinete da Voivodia da Podláquia. Há também uma delegação em Łomża como parte do gabinete. Atualmente, o voivoda é Jacek Brzozowski, e os vice-voivodas são: Paweł Krutul e Michał Gąsowski.

## Economia
Em 2012, o produto interno bruto da voivodia da Podláquia atingiu 36,1 bilhões de zlótis, representando 2,2% do PIB da Polônia. O produto interno bruto per capita foi de 30,1 mil zlótis (71,7% da média nacional), o que colocou voivodia da Podláquia em 14.º lugar em relação a outras voivodias.
Em 2010, a venda da produção da indústria na voivodia da Podláquia atingiu 16,7 bilhões de zlótis, representando 1,7% da produção da indústria polonesa. As vendas da produção de construção e montagem na voivodia totalizaram 4,8 bilhões de zlótis, o que representou 3,0% das vendas da Polônia.
O salário médio mensal de um habitante da voivodia da Podláquia no terceiro trimestre de 2011 totalizou 3220,88 zlótis, o que o colocou em 11.º lugar em relação às demais voivodias.
Em setembro de 2019, o número de desempregados registrados na voivodia totalizava aproximadamente 32,8 mil habitantes, que é a taxa de desemprego de 6,9% para os economicamente ativos.
Segundo dados de 2011, 11,0% dos residentes nos domicílios da voivodia da Podláquia tiveram gastos abaixo da linha da extrema pobreza (ou seja, estavam abaixo do mínimo de subsistência), o que constituiu a maior porcentagem em relação a outras voivodias.

## Fauna e flora

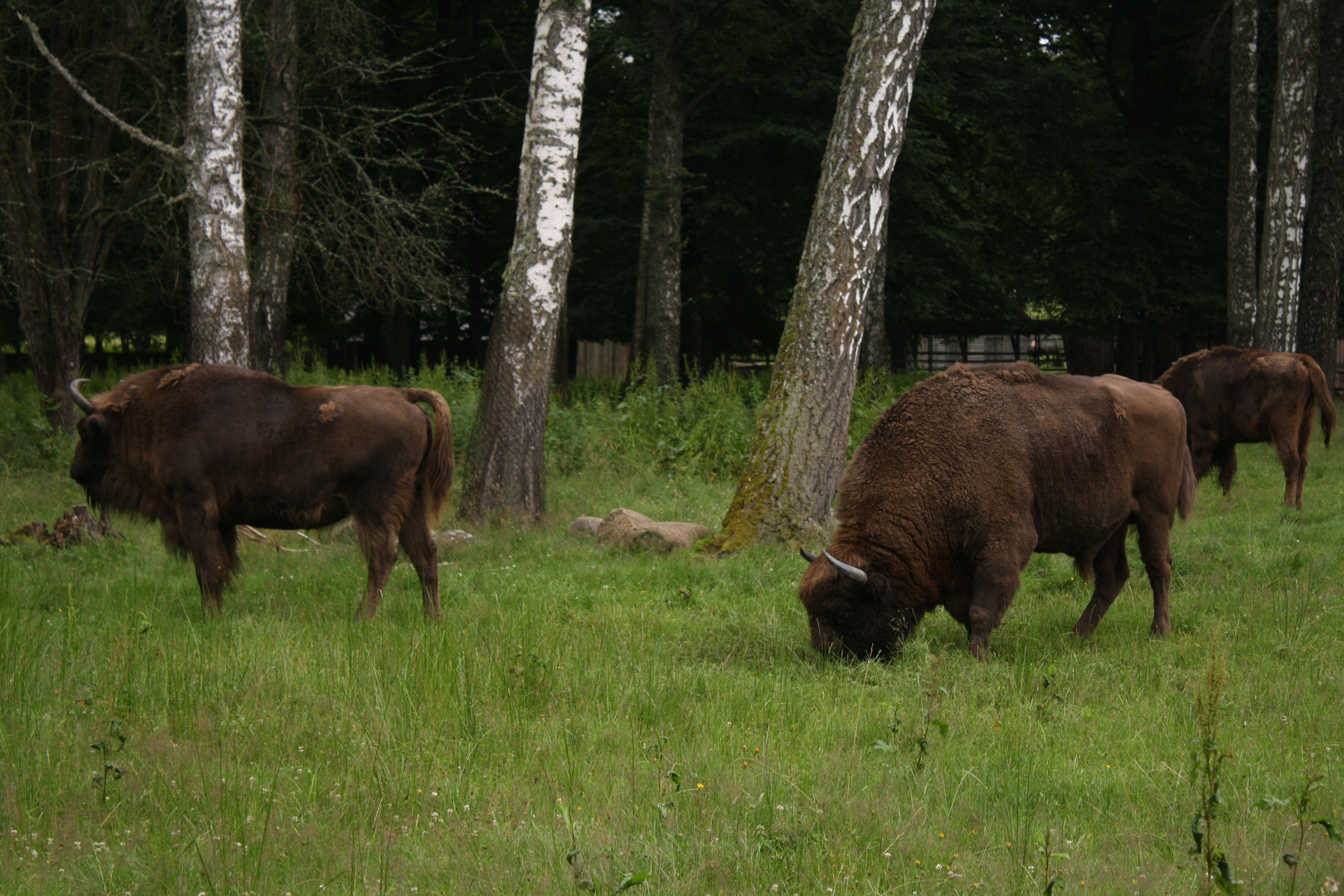
Bisontes no Parque Nacional Białowieża

Segundo dados de 31 de dezembro de 2012, as florestas da voivodia da Podláquia cobriam uma área de 618,4 mil hectares, que representavam 30,6% de sua área. 32,7 mil ha. de florestas estavam em parques nacionais.
Nas vastas florestas e bosques (floresta de Białowieża, de Augustów, de Knyszyńska, de Kurpiowska), algumas das quais são as únicas na Europa que mantiveram seu caráter original, pode-se encontrar uma riqueza de fauna e flora únicas. Nelas são encontrados alces, lobos, linces-euroasiáticos e bisões-europeus vivendo nas florestas primárias de Białowieża e Knyszyn.

## Proteção ambiental

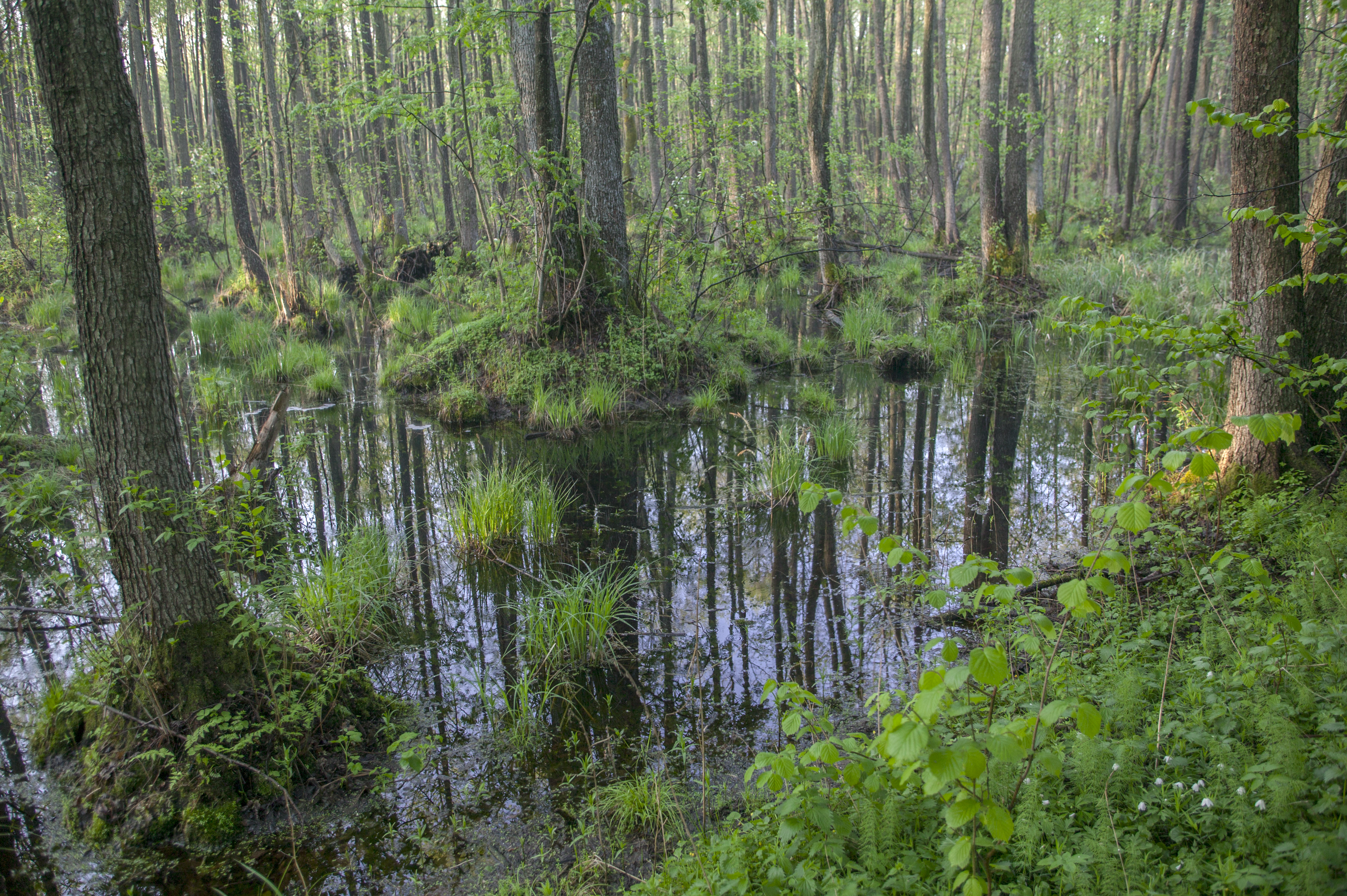
Parque Nacional de Biebrza

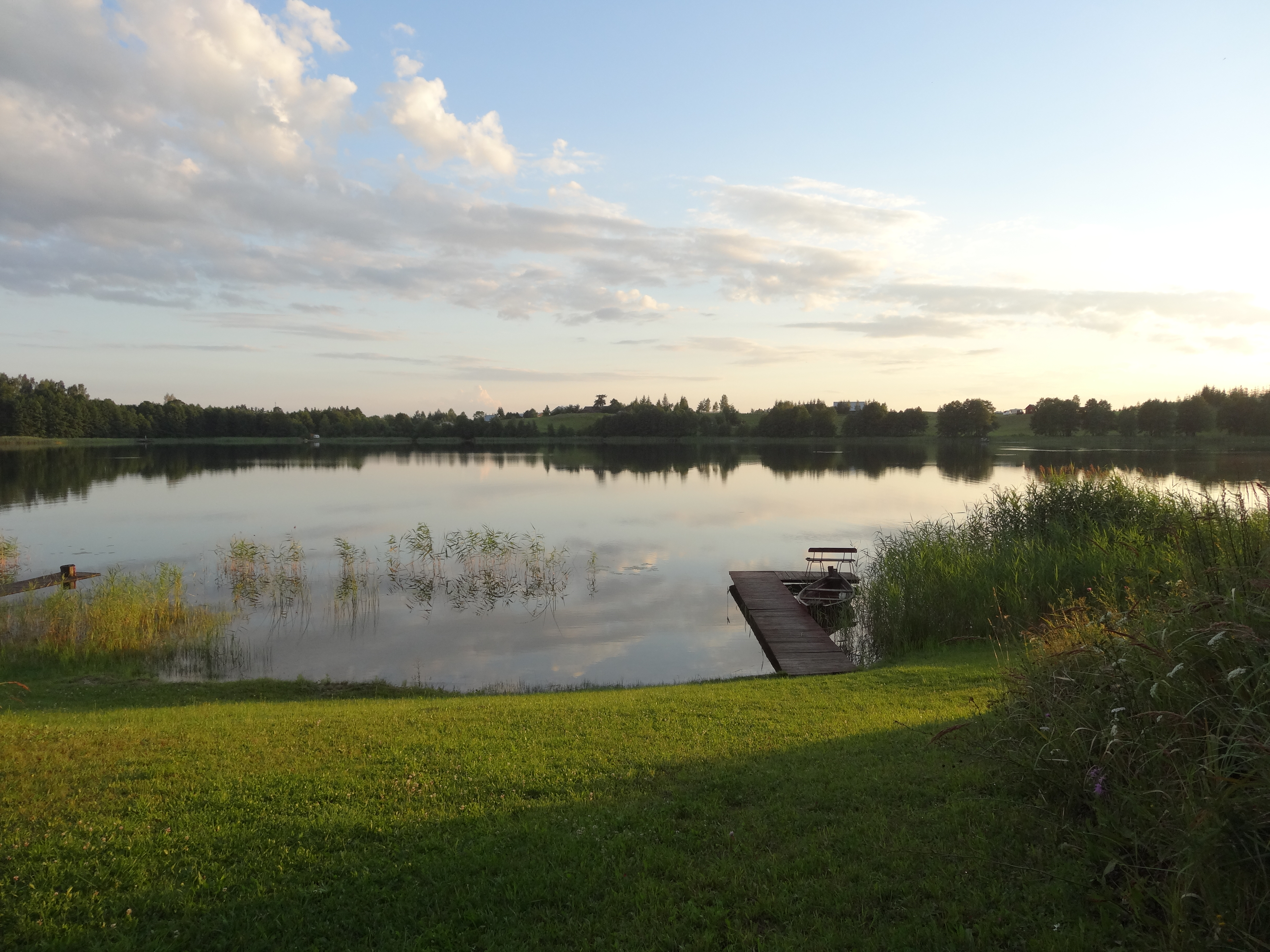
Parque Nacional de Wigry

Existem 4 parques nacionais na voivodia, incluindo o mais antigo da Polônia, o Parque Nacional Białowieża, e o maior em área, ou seja, o Parque Nacional Biebrza. Os outros dois parques nacionais são: o Wigry e o Narew.
A proteção da natureza e do ambiente natural na voivodia da Podláquia também inclui 3 parques paisagísticos, 85 reservas naturais e 2051 monumentos naturais.
Parques nacionais:
1. Parque Nacional Białowieża
2. Parque Nacional de Biebrza
3. Parque Nacional do Narew
4. Parque Nacional de Wigry

Parques paisagísticos:
1. Parque paisagístico de Suwałki
2. Parque paisagístico floresta de Knyszyńska
3. Parque paisagístico de Łomża

Oitenta e sete reservas naturais e inúmeras áreas de paisagem protegida.

## Transportes

### Rodovias
- Vias expressas: S8, S16, S19, S61
- Estradas nacionais: 8, 16, 19, 58, 61, 62, 63, 64, 65, 66
- Estradas provinciais: 640, 645, 647, 648, 651, 652, 653, 655, 658, 659, 664, 668, 669, 670, 671, 673, 674, 676, 677, 678, 679, 681, 682, 685, 686, 687, 689, 690, 693

### Ferrovias
Existem 36 linhas ferroviárias na voivodia da Podláquia, das quais 6 são linhas de bitola larga.
Linhas ferroviárias: 6, 31, 32, 36, 37, 38, 39, 40, 43, 49, 50, 51, 52, 57, 58, 59, 451, 515, 516, 517, 836, 910, 911, 912, 913, 914, 915, 916, 923, 924, 925, 926, 927, 928, 929

#### Frota de trens
A voivodia da Podláquia possui 17 veículos ferroviários adquiridos pelo Gabinete do Marechal, 11 dos quais são unidades múltiplas a diesel e ônibus ferroviários, e os seis restantes são unidades múltiplas elétricas. Polregio é a transportadora que atende o material circulante pertencente ao Gabinete do Marechal da voivodia da Podláquia.
| Série  | Tipo          | Número                              | Quantidade | Fabricante / Modernizador     | Fonte |
| ------ | ------------- | ----------------------------------- | ---------- | ----------------------------- | ----- |
| EN57AL | Pafawag 5B/6B | 1529, 1536, 1543 ÷ 1544, 1551, 1555 | 6          | Pafawag ZNTK Mińsk Mazowiecki |       |
| SA105  | 213Ma         | 103                                 | 1          | ZNTK Poznań                   |       |
| SA108  | 215M          | 007, 009                            | 2          | ZNTK Poznań                   |       |
| SA133  | 218Mc         | 001 ÷ 002, 009 ÷ 012, 019 ÷ 020     | 8          | Pesa                          |       |

## Ciência e educação

### Faculdades públicas

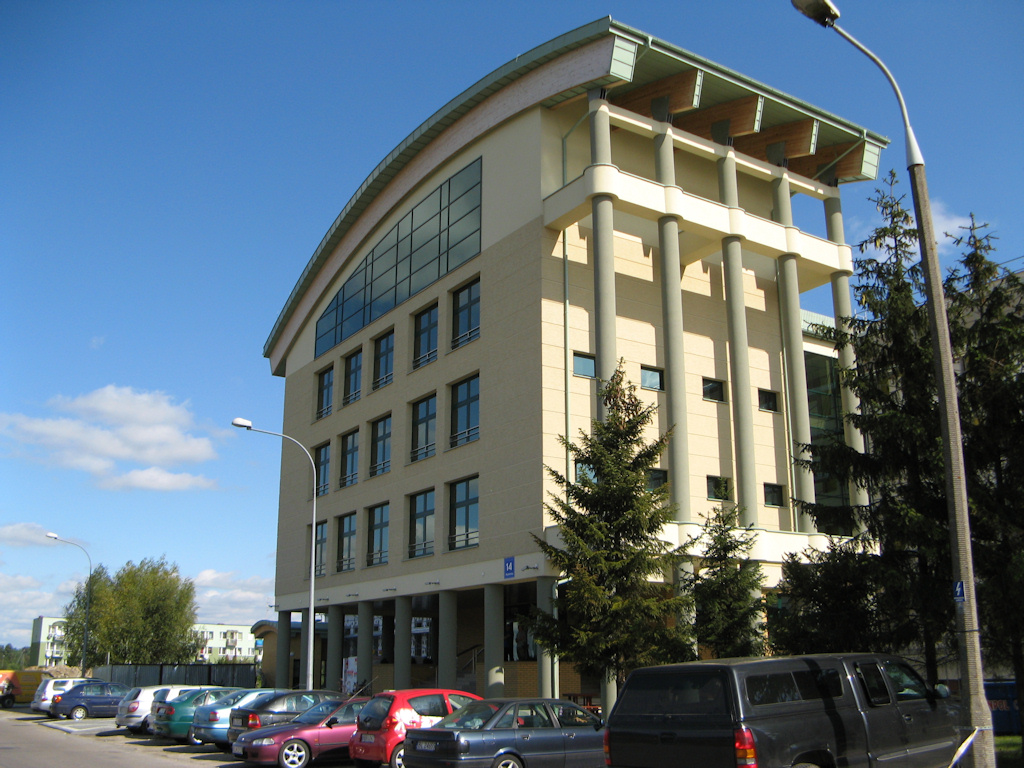
Academia em Łomża

- Academia de Teatro — filial em Białystok
- Academia em Łomża
- Escola Profissional Estadual de Suwałki
- Universidade de Tecnologia de Białystok
- Universidade de Medicina de Białystok
- Universidade de Białystok
- Universidade de Música Fryderyk Chopin − Filial em Białystok. Faculdades: Instrumental e Pedagógica, Educação Musical e Estudos Vocais

### Universidades particulares

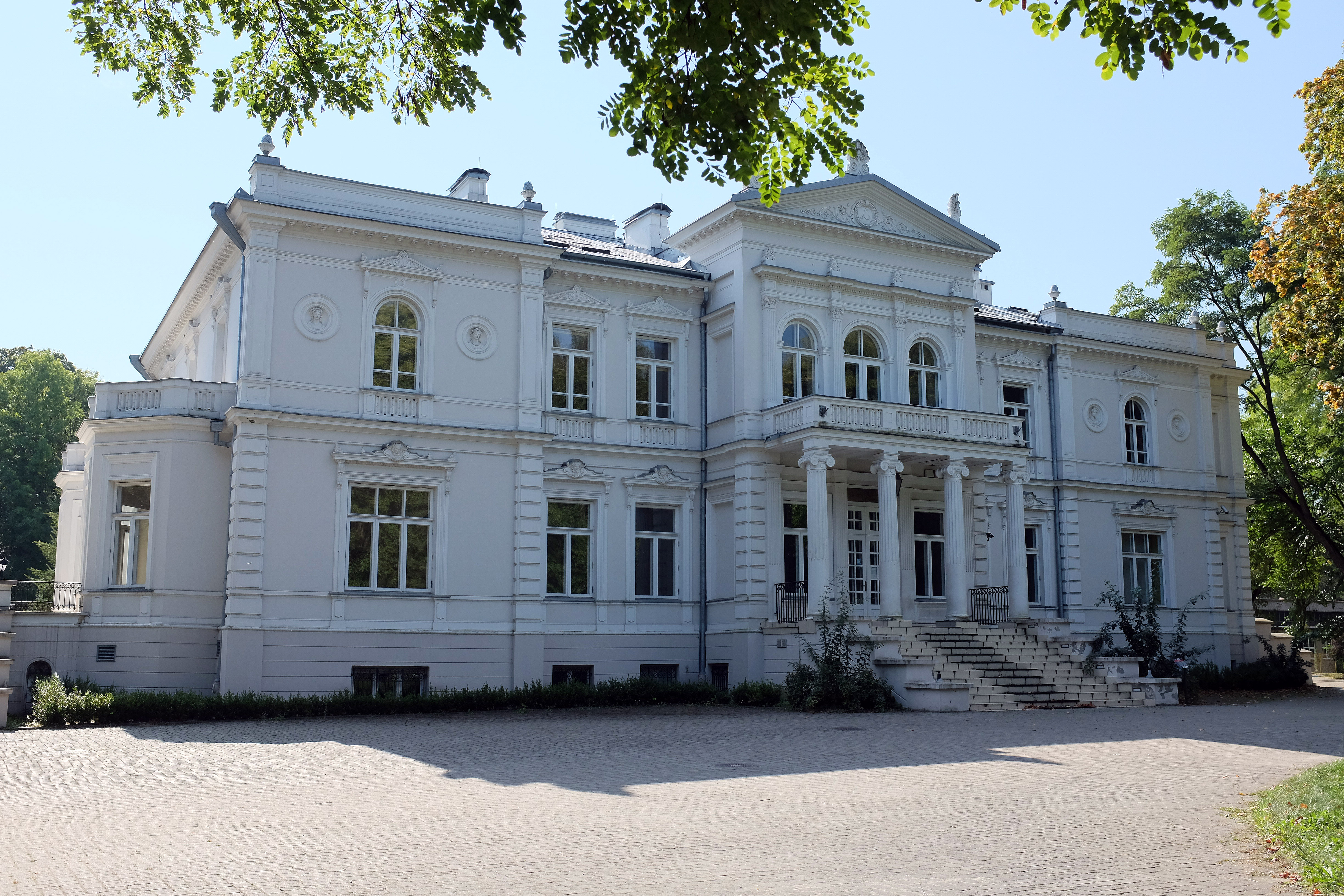
Faculdade de Administração Pública em Białystok

- Faculdade de Administração Pública Stanisław Staszic em Białystok
- Colégio Gerencial em Białystok
- Universidade de Economia em Białystok
- Universidade Pedagógica Não Estatal de Białystok
- Faculdade de Medicina em Białystok
- Universidade de Matemática e Ciência da Computação em Białystok
- Universidade de Finanças e Gestão em Białystok
- Universidade do Agronegócio em Łomża
- Faculdade de Administração e Empreendedorismo Bogdan Jański em Łomża
- Colégio Rio Bug em Siemiatycze
- Faculdade de Educação Física e Turismo de Białystok
- Universidade de Suwalki-Mazúria Papa João Paulo II em Suwałki
- Faculdade de Serviço Social Frei Franciszek Blachnicki em Suwałki

### Seminários
- Seminário Teológico Superior Arquidiocesano de Białystok
- Seminário Teológico Superior em Drohiczyn
- Seminário Teológico Superior em Łomża

## Segurança pública
Existe um centro de notificação de emergência na voivodia da Podláquia, localizado em Zaścianki, que atende chamadas de emergência direcionadas aos números de emergência 112, 997, 998 e 999.

## Origens
A voivodia da Podláquia, embora coincidisse levemente com a área atual, existia sob esse nome também em 1513–1795 (voivodia da Podláquia (Primeira República)) e 1816–1837. Abaixo, existem unidades administrativas localizadas anteriormente na área da atual voivodia da Podláquia.

### Século XX
República Popular da Polônia / Terceira República da Polônia
- Voivodia de Bialystok (1945–1998)
- Voivodia de Suwałki (1975–1998)
- Voivodia de Łomża (1975–1998)

Segunda Guerra Mundial
- Bezirk Bialystok (1941–1945)
- Região de Belastok (1939–1945)
- Região de Brest (BSRR) (1939–1945)

Segunda República Polonesa
- Voivodia de Bialystok (1919–1939)
- Voivodia da Podláquia (1921–1939)

Primeira Guerra Mundial
- Ober Ost, Distrito de Bialystok-Grodno (1915–1919)
- Província Geral de Varsóvia, (1915–1918)

### Século XIX
Império Russo
- Província de Grodno (1796/1842–1915)
- Região de Bialystok (Rússia) (1807–1842)

Reino da Polônia (congresso)
- Província de Łomża (1867–1915)
- Província de Suwałki (1867–1915)
- Província de Augustów (1837–1866)
- Voivodia de Augustów (1816–1837)

Ducado de Varsóvia
- Departamento de Łomża (1807–1815)

Reino da Prússia
- Prússia Oriental — Departamento de Białystok (1795–1807)

### Século XI — Século XVIII
Coroa do Reino Polonês
- Voivodia da Podláquia (1569–1795)

Grão-Ducado da Lituânia
- Voivodia de Brześć Litewski (1566–1795)
- Voivodia da Podláquia (1513–1569)
- Província de Nowogródek (1507–1795)
- Voivodia de Troki (1413–1795)

Reino polonês
- Ducado da Mazóvia

Ducado de Halych-Volyn
- Reino da Galícia-Volínia

### Século X
- Sudóvia
- Rússia de Quieve